# 湄洲妈祖祖庙
湄洲天后宮（/ma˩˩ lɔu˦˥˧ piau˩˩/），原名通賢靈女祠、林孝女祠，1983年後稱湄洲媽祖祖庙，位于中國福建省莆田市秀嶼區的湄洲岛，主祀天上圣母。始建于北宋987年，历代受朝廷诰封或戰事兵燹等，屡次改扩建而奠定祠祀基础。
1929年为避国民政府反封建反迷信运动波及，改作“林孝女祠”。1949年湄洲屿划入军队驻防区，限制至林孝女祠参拜。1966年文化大革命除了圣父母殿外，整体庙宇几乎全毁，庙宇被铲平，神像被毁、香火断绝。
1981年由民间私自发起筹款重建，整体于1989年重建完成。

## 历史

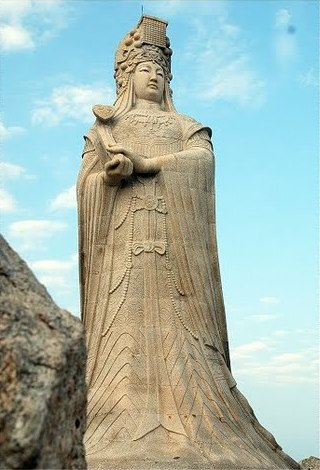
「湄洲聖境 - 天后廣場」（湄洲島）

宋太祖建隆元年（960年）农历三月廿三，妈祖林默生於福建莆田湄洲岛。妈祖是福建望族林氏后裔。
传说中湄洲岛是妈祖的家乡，也是祂羽化升天之地。興化府莆田湄洲島湄洲媽祖庙始建于北宋雍熙四年（987年），原始小廟（靈女祠）位於祖廟神昭殿後方，是世界上最早的妈祖庙。天圣年间（1023年）开始扩建，此时已初具规模。
元朝時，妈祖祖庙得到进一步的扩建。洪希文在《题圣墩妃宫》诗中，描写了“粉墙丹住辉掩映，华表茸突过飞峦”的景象，反映出妈祖庙的建筑情况。
在明朝時，妈祖祖庙又得到进—步扩展。洪武七年（1374年）泉州衛指挥周坐主持重建寝殿、香亭、鼓楼、山门。永乐初年（1403年），郑和下西洋时，因妈祖庇佑有功，奉旨遣官修整祠庙。宣德六年（1431年）郑和最后一次下西洋之前，亲自与地方官员备办木石，再次修整祖庙。
清朝康熙二十年（1681年）迁界令撤销后重修。康熙二十二年（1683年）福建总督姚启圣重建钟鼓楼和山门，又把朝天阁改为「新正殿」，民眾不認同姚启圣的作法，仍稱「舊正殿」（後來稱「神昭殿」）為「正殿」，「新正殿」因姚启圣獲封为太子太保，所以人稱「太子太保姚公殿」（簡稱「太子太保殿」或「太子公殿」），後逕稱为「太子殿」。
康熙二十三年（1684年）靖海侯施琅增建朝天阁、梳妆楼、佛殿、僧房，按石祖庙又建中殿、观音亭、土地庙等，当时有五組建築群，殿堂楼阁十六座，客房、禪房、斋堂等建筑九十九间，規模宏大。
近代动乱，1929年为避免国民政府反封建迷信禁查淫祀运动所波及，改称“林孝女祠”；1949年两岸对峙湄洲屿划入边防军队驻防区，限制信徒至林孝女祠参拜。1966年文化大革命除了圣父母殿因邻近海面，被移做为鱼具网寮库房得以幸存外，整体庙宇建筑群遭铲平。
1981年由莆田民间先私自发起筹款重建，1982年中共中央恢复宗教活动，並定调为“妈祖祖庙”；惟实质仍将妈祖信俗视为唯物与民俗学上的习俗文化，非官方五大宗教。
湄洲妈祖庙对外开展一系列对全球包含臺灣的宗教交流。一方面拢络台湾妈祖庙建立上下庙关系，再藉由海外信徒捐款得以重建湄洲妈祖新庙。上世紀70年代后期至80年代初以来，海内外信徒捐资对湄洲庙进行捐献协建，台湾信徒捐献为最多，现有建筑基本都是文革后所重建的庙貌。整体于1989年重建完成。2021年晋升国家5A级旅游景区。
湄洲祖廟原貌昔已於文化大革命期間全毀，所幸許多臺灣廟宇都存有昔日的湄洲媽祖分灵金身，如鹿港天后宮、新竹長和宮、麥寮拱範宮、北港朝天宮、楠梓天后宮、鹽水護庇宮、旗津天后宮等。

## 建筑
湄洲祖庙为长323米、宽99米的五进仿宋建筑群，由大牌坊、宫门、钟鼓楼、顺济殿、天后广场、正殿、灵慈殿、妈祖文化园组成，妈祖庙后的岩石上刻有“升天古迹”、“观澜”等石刻，在祖庙山顶有14米高的巨型妈祖石雕塑像。

### 太子殿
「太子殿」原名「朝天閣」，因清康熙時，太子太保姚啟聖以羅盤估算，認為風水不當，故構工將此閣改為正殿。但信徒並不領情，依然以寢殿為「正殿」，故稱此殿為「太子太保姚公殿」，後逕稱「太子殿」。

### 神昭殿
因清雍正帝御筆匾額「神昭海表」（神靈顯揚於海境邊疆），故稱「神昭殿」。原為「正殿」，昔年姚啟聖把此殿改為「寢殿」。但善信不理會，皆稱此殿為「正殿」，又因雍正帝的匾額而稱神昭殿。雍正共製有三面「神昭海表」匾額，另二面欽賜予臺灣臺南大天后宮（後火災焚毀，今日之匾為複製品。臺灣各知名媽祖廟多有複製。）、廈門天后宮；門殿石柱上還有明代莆田才子戴大賓所寫的「齊齊齊齊齊齊齊齊齊齊戒，朝朝朝朝朝朝朝朝朝朝音」對聯，頗為趣味，其中的 第二、第四、第七、第十字的“齊”與“朝”字，分別讀為“齋”和“潮”，即“齋戒”、“潮音”之意。

### 靈女祠
緊臨升天古跡旁，寢殿後方有間小廟，即是祖廟發源地，世界上最早的媽祖廟，名為“通賢靈女祠”。在媽祖羽化升天後，湄洲島民就在媽祖升天處旁建立一間小廟祭祀媽祖，在文革期間靈女祠險遭破壞，在島民的極力保護下倖免於難。

### 朝天閣
太子太保姚啟聖將「朝天閣」改為「太子殿」後，「朝天閣」不復在。靖海侯施琅又新建了朝天閣。本閣至今還保存臺灣鹿港天后宮乾隆丁未年（1787年）湄洲進香文物。

### 升天古迹
相傳此處是媽祖升天之處。明代住持僧「照乘」在崖上刻「升天古迹」四字，以紀念媽祖。

### 升天樓
奉祀媽祖飛昇之相，以紀念媽祖得道。但升天處是「升天古迹」。

### 觀音殿
相傳媽祖是觀音大士化身，大凡媽祖廟必祀觀音，以念其德。

### 佛祖殿
相傳媽祖在世時篤信佛法，日日禮佛誦經，故靖海侯施琅捐建了佛祖殿，奉祀釋迦三尊，即釋迦如來、文殊菩薩、普賢菩薩。此殿毀於「文化大革命」，1989年重建。

### 五福殿
五福殿，又稱五帝廟，祀五福大帝。五福大帝又稱五福王爺、五瘟大王，是瘟神，故本殿不設正門，以希冀五帝不出門。

### 聖父母祠
聖父母祠供奉媽祖之父母神像，代表媽祖得道升天，依然秉持孝心，永不忘本。是清代所建。

### 中軍殿
中軍殿奉祀「中軍爺」，即統帥媽祖部下神兵之將領，據說為明代泉州衛指揮「周坐」所建，民眾認為本殿中軍爺即是「周坐」。

### 梳妝樓
此樓靖海侯施琅所建，為媽祖之起居、梳妝處所。樓內奉便服造像媽祖。此樓亦毀於「文化大革命」，1989年重建。

### 靈慈殿
此殿建於元朝，紀念媽祖拯救船難之德。民間相傳，媽祖救難，多著便服，而非鳳冠霞帔的正裝，「以免遲刻（遲到）」。水手呼救也只喊叫「媽祖」，不敢稱「天后」，蓋因相信稱「天后」，媽祖就會梳妝打扮才來救人。故此殿亦奉便服造像媽祖，象徵媽祖拯救海難之德。

### 順濟殿
祀奉四海龍王，殿內有一尊黃金打造的媽祖巨像。

## 賢良港天后祖祠
「賢良港天后祖祠」位于湄洲灣北岸莆禧半島南端，與湄洲島遙遙相對，前往湄洲島朝聖的途中一定會路過，是媽祖的誕生地－「賢良港天后祖祠」，裡頭還保留乾隆帝所敕封的「敕封天后志」以彰顯其官方正統地位，祠內供奉著宋雕軟身媽祖金身與聖父母（媽祖的雙親）；媽祖回娘家謁祖進香時，必先恭請媽祖鑾駕在賢良港祖祠舉行謁祖儀式後，才從賢良港碼頭渡海到湄洲祖廟去「刈火」，這也是學習媽祖躬行孝道的傳統美德。

## 外部連結
- 台灣媽祖聯誼會 （页面存档备份，存于）